# Achromadora dubia
Achromadora dubia är en rundmaskart som först beskrevs av Butschli 1873.  Achromadora dubia ingår i släktet Achromadora och familjen Cyatholaimidae. Arten är reproducerande i Sverige. Inga underarter finns listade i Catalogue of Life.